# Pedro Martins de Lima
Pedro Martins de Lima (n. 14 de setembro de 1930), é considerado o primeiro surfista português e é conhecido como o "pai do surf português".

## Biografia
Filho de família de cavaleiros, começou a aprender hipismo com apenas seis anos de idade. Interessou-se por esqui e por vela, entre outros desportos. A sua paixão pelo mar, levou a que praticasse pesca submarina, mas passou rapidamente da caça para a fotografia subaquática, facto que o levou a conhecer Jacques Cousteau, chegando mesmo a fazer mergulho com ele.
Em 1946, já se tinha apaixonado pelo surf, mas a falta de equipamento não o permitia praticar, tendo-se iniciado no bodysurfing, graças a umas barbatanas que um amigo lhe trouxera de Inglaterra. Finalmente em 1959, conseguiu adquirir a sua primeira prancha de surf, iniciando as suas primeiras tentativas na modalidade.
Ao longo da sua vida, esteve sempre ligado ao mar, vindo a aprender windsurf aos 50 anos de idade.
É também relações publicas, em Portugal, da empresa Lightning Bolt

## Obra publicada
É co-autor, do livro "História do Surf em Portugal - As Origens. [S.l.]: Quimera. 2008. 240 páginas. ISBN: 978-972-589-186-5", o primeiro livro a contar como começou o surf em Portugal.

## Televisão
A sua vida e a origem do surf em Portugal, são retratadas numa reportagem especial da TVI, intitulada "Lobo do Mar".